# وقف العنف على المرأة
وقف العنف على المرأة هي حملة عالمية اطلقتها منظمة العفو الدولية لمكافحة العنف على المرأة. بدأت الحملة في 5 مارس 2004 تمهيداً لليوم العالمي للمرأة. وهي واحدة من الحملات الرئيسية لمنظمة العفو الدولية. وتعتبر المنظمة أن العنف المنزلي والجنسي يشكلان انتهاكاً خطيراً لحقوق الإنسان، وأنها ينبغي عليها مواجهتهما. وتركز الحملة على إنهاء الإفلات من العقوبة بالنسبة لمرتكبي العنف، وذلك من خلال الضغط على الحكومة لمحاكمة الأفراد وتغيير القوانين لحماية المرأة. وتشعر منظمة العفو الدولية بالقلق بوجه خاص إزاء حالات الاغتصاب وغيرها من أعمال العنف المرتكبة في النزاعات، مثل حرب الكونجو الثانية ونزاع دارفور.

## انظر ايضًا
- اليوم العالمي للقضاء على العنف على المرأة
- إعلان بشأن القضاء على العنف على المرأة

## وصلات خارجية
- الصفحة الرسمية لحملة وقف العنف على المراة